# Баразите, Насер
Насер Баразите (нидерл. Nacer Barazite; род. 27 мая 1990, Арнем, Нидерланды) — нидерландский футболист, нападающий таиландского клуба «Бурирам Юнайтед».

## Карьера
Воспитанник лондонского «Арсенала», в который перешёл из клуба НЕК в 2006 году. Профессиональный контракт с «канонирами» подписал в августе 2007 года. Дебютировал за клуб в матче 4-го раунда Кубка Футбольной лиги против «Шеффилд Уэнсдей». Всего за «Арсенал» сыграл 3 матча.
В 2008 году отдавался в аренду в «Дерби Каунти», а в 2010 году — в «Витесс».
В 2011 году перебрался в клуб «Аустрия» из Вены. Там он сыграл свой первый полноценный сезон уже без статуса игрока, взятого в аренду. За это время он забил 23 мяча в 50 матчах.
С 2012 года выступал за клуб «Монако». Игрок обошёлся монегаскам в 3 млн. евро.
Летом 2014 года Баразите перешёл в «Утрехт», подписав с клубом трёхлетний контракт. Дебютировал за клуб 8 августа в матче чемпионата против «Зволле». В третьем туре Насер открыл счёт своим голам за «Утрехт», отличившись в победном матче с «Фейеноордом». В дебютном сезоне он забил два гола в 16 матчах чемпионата.